# Billcobbanoceras
Billcobbanoceras – rodzaj głowonogów z wymarłej podgromady amonitów.
Żył w okresie kredy (santon).